# Makaronipudding

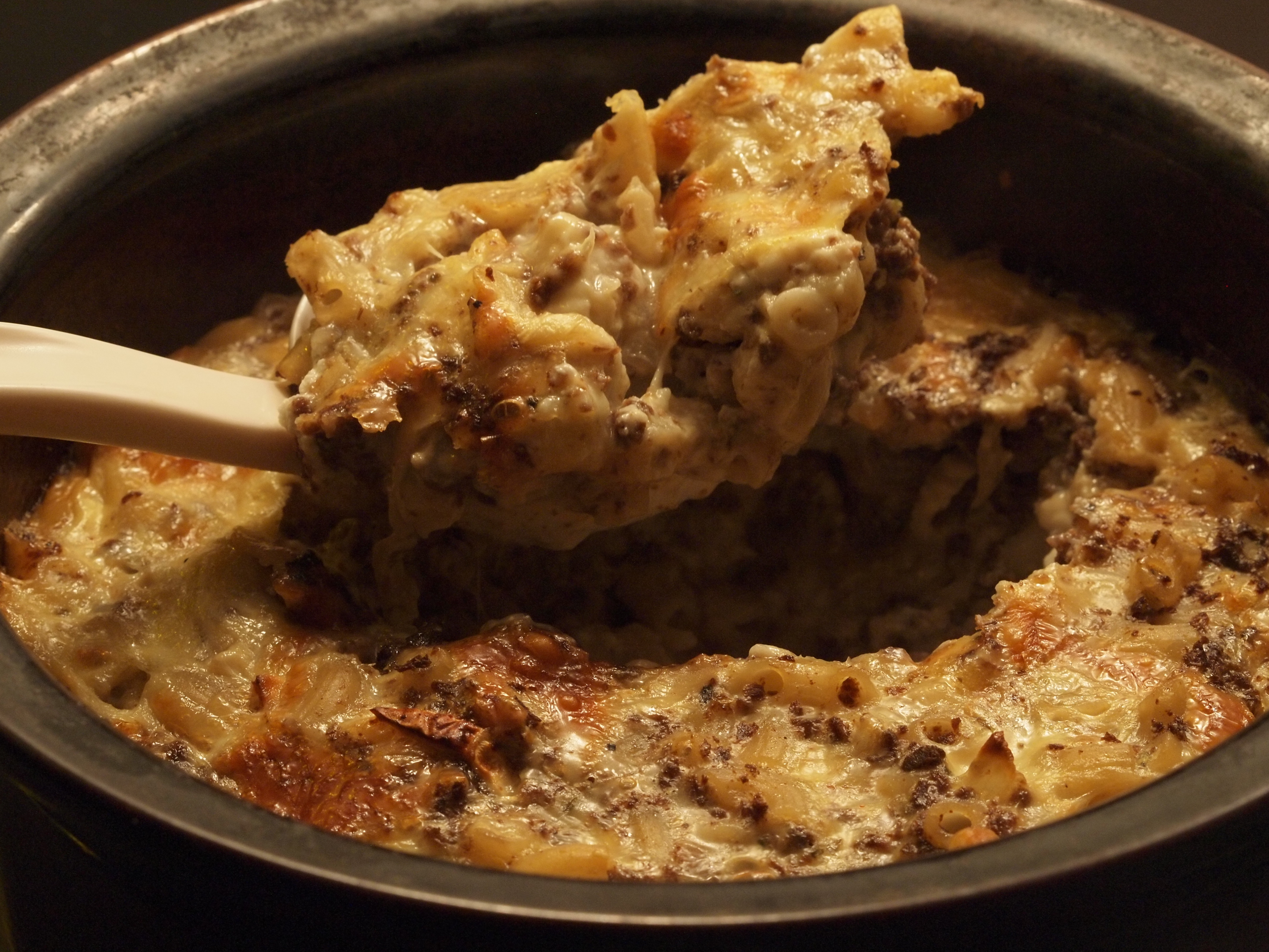
Ostgratinerad makaronipudding.

Makaronipudding, makaronilåda eller pastagratäng är en maträtt som brukar tillagas i ugn i ugnssäker form. Den äts oftast som huvudrätt. I Sverige och Finland kan den serveras med sallad, lingonsylt och/eller ketchup som tillbehör.
Vanliga ingredienser är pasta, kött (till exempel köttfärs/korv/skinka/bacon) eller fisk (till exempel tonfisk), grönsaker och lök. Ingredienserna brukar vara kokta eller stekta före gräddningen. Det är normalt att före gräddningen fylla formen med äggstanning, det vill säga omelettsmet som kryddas efter behag, till exempel med dill för en gratäng med fisk. Vid gratineringen kan riven ost och/eller ströbröd strös över.
Makaronipudding finns belagt i svenskan från 1834, makaronilåda från 1896.
I Finland är makaronilåda med köttfärs en vanlig rätt. Den åts på till exempel bröllop. Köttfärsen kan även bytas ut mot kycklingfärs, korv, tonfisk, lax, sojakross, blomkål eller utelämnas helt. Äggstanningen kan kryddas med en söt chilisås eller med sirap. Ursprungligen innehöll makaronilådan enbart makaroner och äggstanning och var söt till smaken.
Likt tillagning av pyttipanna kan man ta vara på olika tillagade matrester. Italiensk frittata görs ofta av detta skäl, ibland som pastagratäng, frittata de maccheroni, men steks vanligen i stekpanna.